# Selberg (Landkreis Kusel)
Der Selberg ist ein 545,1 m ü. NHN hoher Berg im Landkreis Kusel. Er gehört zum Nordpfälzer Bergland und ist ein südlicher Ausläufer des Königsberges.
Der Selberg liegt zwischen dem Breitenbach und der Lauter. Umliegende Orte sind Eßweiler, Rutsweiler an der Lauter und Rothselberg.

## Selbergturm und Hütte

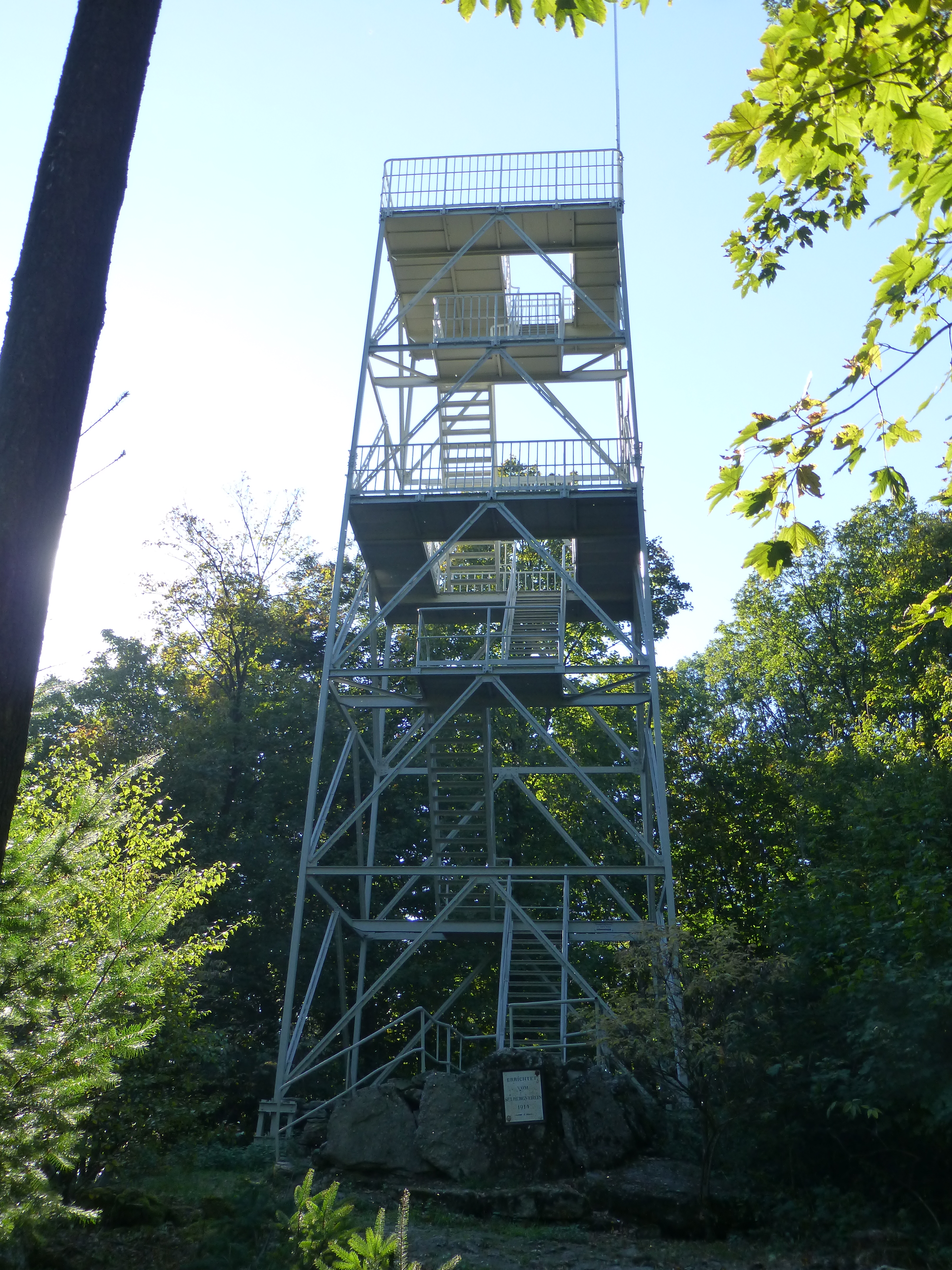
Der Selbergturm bei Rothselberg

1914 errichtete der Selbergverein aus Rothselberg auf dem Gipfel einen hölzernen Aussichtsturm und eine Blockhütte. Der Holzturm wurde 1969 durch einen 17,3 m hohen stählernen Turm ersetzt. 48 Stufen führen über zwei Podeste zu einer 9,6 m hoch liegenden umlaufenden Plattform, weitere 32 Stufen zur oberen, auf 16 m Turmhöhe liegenden Aussichtsplattform, von der sich ein guter Panoramaausblick bietet. Die Selberghütte wurde mehrfach umgebaut und erweitert. Sie ist an Sonntagen geöffnet.

## Verkehr und Wandern
Um den Selberg verlaufen mehrere Wanderwege, unter anderem der Prädikatswanderweg Pfälzer Höhenweg und eine Strecke des Nordic-Walking-Parcours „Königsland“. Auf dem Sattel zwischen Königs- und Selberg liegt der Segelflugplatz des Luftsportvereins Eßweiler.

## Archäologische Funde
Zu Beginn des 20. Jahrhunderts wurden am Westhang des Selbergs zwischen Eßweiler und Rothselberg im Tal des Breitenbaches eine römische Villa aus dem 2. Jahrhundert, das Fundament eines Grabmales und weitere Siedlungsspuren entdeckt. Auch wurden mehrere steinzeitliche Funde, unter anderem eine Lanzenspitze aus Feuerstein, gemacht.